# Chemilly (Haute-Saône)
Chemilly település Franciaországban, Haute-Saône megyében. Lakosainak száma 103 fő (2022. január 1.). Chemilly Ferrières-lès-Scey, Aroz, Bucey-lès-Traves, Chassey-lès-Scey, Pontcey és Vauchoux községekkel határos.

## Népesség
A település népességének változása:
| Lakosok száma | 89   | 89   | 88   | 87   | 86   | 86   | 94   | 103  |
|               | 2013 | 2015 | 2017 | 2018 | 2019 | 2020 | 2021 | 2022 |